# Perro de respuesta médica

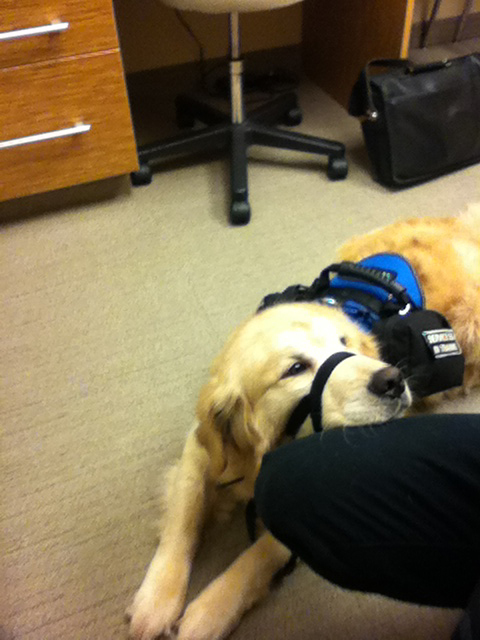
Un perro de respuesta médica pueden entrar al lugar de trabajo del usuario, por ejemplo a la oficina

Un Perro de respuesta médica es un perro de asistencia entrenado para asistir a un usuario con una necesidad o discapacidad de tipo médico. 
Normalmente el término no hace referencia a perros cuyo trabajo sea tratar en el primer momento de una epilepsia o de unas determinadas condiciones psiquiátricas, aunque algunos ejemplares de asistencia para personas epilépticas pueden considerarse así.
Muchos de estos perros "alertan" a sus usuarios sobre condiciones antes de que ocurran. Por ejemplo, aquellos relacionados con personas diabéticas están entrenados para detectar una subida o bajada del azúcar en sangre En Reino Unido, los hypo alert dogs se utilizan para alertar a sus usuarios en este sentido. Además de ello, o en ausencia de este entrenamiento, ayudan a combatir los síntomas, bien trayendo medicamentos o un teléfono, proveyendo cercanía, algún tipo de asistencia en la movilidad o alguna tarea específica
Estos perros deben ser bien entrenados por organizaciones o por sus usuarios. Suele tratarse de razas de perros de trabajo muy socializados si deben trabajar en público, aunque no existen restricciones en cuanto a tamaño ni raza más allá de los cometidos que deban realizar.